# سازمان‌های زیر نظر رهبر جمهوری اسلامی ایران
سازمان‌های زیر نظر رهبر جمهوری اسلامی به آن دسته از سازمان‌ها و نهادهایی گفته می‌شوند که بعد از انقلاب ۱۳۵۷ ایران، یا پس از تصویب قانون اساسی جمهوری اسلامی ایران و سایر قوانین و مصوبات مجلس شورای اسلامی یا حکم حکومتی توسط رهبر جمهوری اسلامی ایجاد یا اداره و نظارت آن‌ها تحت نظر رهبر جمهوری اسلامی قرار گرفته‌است.

## ارکان‌های حاکمیتی تحت نظر رهبری
سازمان‌ها و نهادهایی هستند که مطابق با قانون اساسی زیر نظر رهبری اداره می‌شوند: (اصل ۱۰۷–۱۱۲ قانون اساسی)
- قوه قضائیه ایران
- مجلس خبرگان
- شورای نگهبان
- مجمع تشخیص مصلحت نظام
- شورای عالی امنیت ملی
- سازمان بسیج مستضعفین
- ارتش جمهوری اسلامی ایران
- سپاه پاسداران انقلاب اسلامی
- نیروهای مسلح جمهوری اسلامی ایران
- فرماندهی انتظامی جمهوری اسلامی ایران
- سازمان صدا و سیمای جمهوری اسلامی ایران

## ارکان‌های غیر حاکمیتی تحت اداره مستقیم رهبری
نهادهایی که به موجب قوانین مختلف ایجاد گردیده و بودجه آن‌ها تحت نظر قوه مجریه و مصوبه قوه مقننه تأمین می‌شود ولی زیر نظر رهبری هستند.
- صندوق توسعه ملی
- بنیاد حفظ آثار و نشر ارزش‌های دفاع مقدس
- سازمان اوقاف و امور خیریه
- سازمان حج و زیارت
- سازمان فرهنگ و ارتباطات اسلامی
- شورای عالی انقلاب فرهنگی
- شورای عالی فضای مجازی

## سازمان ها و نهادهای مستقل از ارکان های حاکمیتی و تحت نظر مستقیم رهبری
مستقل از نهاد های نظامی تحت نظر مستقیم رهبر جمهوری اسلامی
سازمان عقیدتی سیاسی فراجا-ارتش-سپاه پاسداران
سازمان حفاظت اطلاعات فراجا-ارتش-سپاه پاسداران
مستقل از قوه قضائیه تحت نظر مستقیم رهبر جمهوری اسلامی
دادگاه و دادسرا ویژه روحانیت

## نهادهای مستقل از قوه مجریه
نهادهایی که بودجه آن‌ها مستقل از قوه مجریه بوده‌است و در بودجه سالانه مبالغی به عنوان کمک دریافت می‌کنند.
- آستان قدس رضوی[۶]
- آستان حضرت معصومه[۷]
- آستان مقدس احمدی و محمدی
- بنیاد پانزده خرداد[۸]
- بنیاد مستضعفان انقلاب اسلامی[۹]
- بنیاد مسکن انقلاب اسلامی[۱۰]
- دفتر تبلیغات اسلامی
- اتحادیه انجمن‌های اسلامی دانش آموزان
- سازمان تبلیغات اسلامی[۱۱]
- ستاد اجرایی فرمان امام[۱۲]
- سازمان اقتصادی کوثر[۱۳]
- شورای سیاستگذاری ائمه جمعه[۱۴]
- شورای عالی قرآن[۱۵]
- شورای هماهنگی تبلیغات اسلامی[۱۶]
- کمیته امداد امام خمینی[۱۷]
- مؤسسه اطلاعات[۱۸]
- بنیاد علوی
- مجمع جهانی تقریب مذاهب اسلامی
- حوزه علمیه قم
- بنیاد برکت
- مؤسسه کیهان[۱۹]
- مرکز طبع و نشر قرآن جمهوری اسلامی ایران[۲۰]
- مرکز تحقیقات کامپیوتری علوم اسلامی[۲۱][۲۲]
- نهاد نمایندگی رهبری در دانشگاه‌ها[۲۳]
- نمایندگان ولی فقیه  در استان‌[۲۴]